# Pellegrinaggio buddista
I quattro luoghi principali del pellegrinaggio buddista corrispondono ai luoghi in cui si svolsero i quattro momenti fondamentali della vita del Buddha Śākyamuni Siddhārtha Gautama.

Questi sono:
- Lumbinī: il luogo di nascita
- Bodhgayā: il luogo del Risveglio
- Sārnāth: (anticamente: Isipathana) dove predicò il primo sermone e mise in moto la ruota del Dharma.
- Kuśīnagar: (anticamente: Kushavati): dove entrò nel Parinirvāṇa.

L'importanza di questi quattro luoghi è sottolineata dal Mahaparinibbana Sutta
Fin dal periodo aniconico dell'arte buddista questi quattro luoghi furono rappresentati simbolicamente rispettivamente da:
- un loto
- l'albero della Bodhi
- la ruota del Dharma
- uno Stūpa

## Pellegrinaggi
Il primo pellegrino storicamente accertato fu il sovrano maurya Aśoka che negli anni attorno al 250 a.C. eresse colonne con editti multilingue e rinnovò gli stūpa esistenti, oltre a suddividere le reliquie e costruendone altri in tutta l'India.
Il primo cinese a compiere il pellegrinaggio in India fu il monaco buddista Fǎxiǎn. Del suo soggiorno, dal 403 al 407, rimane memoria nella sua opera Fóguójì (佛國記, Relazione sui paesi buddisti, T.D. 2085)
Dal 634 al 643 si svolse invece il soggiorno religioso in India del celebre monaco cinese, traduttore e pensatore Xuánzàng (poi divenuto a sua volta personaggio letterario col nome di Sanzang). La sua relazione tuttora esistente si intitola: Dà Táng Xīyù Jì ( 大唐西域記,  Viaggio in Occidente durante la grande dinastia Tang).
Dal 671 al 685 fu invece la volta del monaco cinese Yìjìng che poi scrisse il Nánhǎi jìguī nèifǎ zhuàn (南海寄歸內法傳, Relazione sul Dharma inviata dai Mari del Sud) e il Dà táng xīyù qiúfǎ gāosēng zhuàn (大唐西域求法高僧傳, Trattato sui monaci eminenti che in Occidente cercarono il Dharma).
Il monaco coreano di Silla, Hyecho (704-787), discepolo in Cina dell'indiano Vajrabodhi che stava diffondendo il Buddismo Vajrayāna (che poi sarebbe divenuto la tradizione cinese Zhēnyán e quella giapponese Shingon) si recò in pellegrinaggio in India. In seguito scrisse il Wang ocheonchukguk jeon (往五天竺國傳, Relazione del viaggio ai cinque regni dell'India).

## I resti attuali
A Lumbinī esiste tuttora una colonna eretta da Aśoka che marca il punto della nascita di Gautama Buddha e le rovine del tempio dedicato alla madre Mayadevi. A 25 km di distanza, presso il villaggio di Tilaurakot sorgeva Kapilavastu, la città in cui visse Siddhārtha Gautama prima di dedicarsi alla ricerca spirituale e dove fu eretto uno stūpa contenente le reliquie.
A Bodhgayā si trova ancora il bodhidruma, un albero discendente dall'albero della Bodhi sotto il quale il Buddha raggiunse il Risveglio; il vajrasana, un trono in arenaria rossa posto nel punto dove il Buddha meditò; e il Mahabodhi Vihara.
A Sārnāth (o Saraṅganātha), presso il Parco dei Daini (sanscrito: mṛgádāva, pāli: migadāya), il Buddha predicò a cinque brahmini, i pañcavaggiyā,  il Dammacakkappavattana, il primo sūtra e qui passò il primo Vassa, o periodo delle piogge monsoniche. Lo stupa Dhamekh segna il primo luogo mentre lo stupa Mulagandhakuti il secondo. Poco distante sorge lo stupa Dharmarajika che Aśoka eresse per contenere le reliquie.

Nei pressi si trovano le rovine dello stupa di Chaukhandi, dove il Buddha incontrò i Pañcavaggiyā, e una colonna eretta da Aśoka il cui capitello raffigurante quattro leoni su quattro Dharmacakra è ora l'emblema dell'India.
A Kuśīnagar (o Kuśināra o Kuśinagara o Kasia) la notte di Vesak il Buddha entrò nel Parinirvāṇa. In quel posto ora sorge il moderno Tempio del Nirvana che contiene una statua del Buddha reclinato sul fianco destro del V secolo e il Parinirvanacaitya o Stupa del Parinirvana, noto anche come Main Stupa. Il clan dei Malla si fece carico della cremazione del corpo del Buddha nel luogo dove ora sorge il Muktabandhanacaitya, o Stupa della Cremazione. Sono presenti in zona anche numerosi resti di monasteri.

## Altri luoghi di pellegrinaggio

### Cina
In Cina i principali luoghi di pellegrinaggio sono rappresentati dalle Quattro Montagne Sacre (四大佛教名山), ciascuna delle quali è dedicata a un diverso Bodhisattva. Grossi complessi monastici, dotati di foresterie, sorgono in ciascuno di questi luoghi.
- Wǔtái Shān (五台山) nello Shanxi è dedicato a Mañjuśrī. Attira pellegrini anche dalla Mongolia e dal Tibet.
- Éméi Shān nel Sichuan è dedicato a Samantabhadra. A valle è presente anche la celebre statua gigante di Maitreya.
- Jǐuhuá Shān nel Anhui è dedicato a Kṣitigarbha.
- Pǔtúo Shān nel Zhejiang è dedicato ad Avalokiteśvara.

### Giappone
- Pellegrinaggio di Saigoku
- Pellegrinaggio di Shikoku

### Sri Lanka
- Jaya Sri Maha Bodhi a Anurādhapura
- Sri Dalada Maligawa a Kandy

### Taiwan
- Buddha Museum di Fo Guang Shan: custodisce una delle reliquie (un dente) di Sakyamuni Buddha.

### Tibet
- Jokhang